# Нове (Павлоградський район)
Нове́  (до 2024 року — Новомоско́вське) — село в Україні, у Юр'ївській селищній громаді Павлоградського району Дніпропетровської області.. Населення за переписом 2001 року становить 116 осіб. До 2017 орган місцевого самоврядування — Преображенська сільська рада.

## Географія
Село Нове знаходиться на відстані 1 км від села Преображенка і за 3 км від села Олексіївка. На північній околиці села бере початок Балка Дубова.

## Історія
12 червня 2020 року, відповідно до розпорядження Кабінету Міністрів України № 709-р «Про визначення адміністративних центрів та затвердження територій територіальних громад Дніпропетровської області», увійшло до складу Юр'ївської селищної громади.
19 липня 2020 року, в результаті адміністративно-територіальної реформи та ліквідації Юр'ївського району, село увійшло до складу Павлоградського району.
19 вересня 2024 року Верховна Рада підтримала перейменування села Новомосковське на Нове. 26 вересня 2024 року перейменування набуло чинності.

## Інтернет-посилання
- Погода в селі Новомосковське [Архівовано 20 грудня 2011 у Wayback Machine.]